# Штейгер Сергій Едуардович
Сергій Штейгер (11 листопада 1868 — 1937, Швейцарія) — офіцер і громадський діяч, член IV Державної думи від Київської губернії. 

## Життєпис
Реформатського віросповідання. Походив зі шляхти  Херсонської та Київської губерній . Землевласник Канівського повіту (550 десятин). 
Закінчив Рішельєвську гімназію в Одесі і Єлисаветградське кавалерійське училище (1888). 
Служив офіцером у 2-му лейб-гусарському Павлоградському і 14-му гусарському Мітавському полках.  
У 1891 — 1901 — перебував ад'ютантом при командуючому військами Одеського військового округу графі Олександрі Мусіні-Пушкін. 
У 1901 вийшов у відставку в чині підполковника кавалерії і оселився в своєму маєтку Канівського повіту. Зайнявся сільським господарством і громадською діяльністю. Обирався Канівським повітовим предводителем дворянства (з 1907) і головою Канівської повітової земської управи (з 1911), був почесним мировим суддею Канівського судового округу. Дослужився до чину колезького радника. 
1912 — обраний членом Державної думи від Київської губернії. Входив до фракції російських націоналістів і помірно-правих (ФНУП), після її розколу в серпні 1915 — до групи прихильників Петра Балашова. Був доповідачем комісії з військових і морських справ, а також членом комісій: з військових і морських справ, зі святкування 300-річчя дому Романових, з народної освіти, з народного здоров'я і зі шляхів сполучення. 
У роки Першої світової війни займався допомогою пораненим і хворим воїнам. Був уповноваженим: Російського товариства Червоного Хреста в Канівському повіті, Комітету великої княгині Марії Павлівни, Київського губернського земства у Всеросійському Зеумському союзі. 
Після Жовтневого перевороту переїхав до Одеси, у 1920 евакуювався з сім'єю до Константинополя. На еміграції у Чехословаччині, з 1931 — у Швейцарії, жив у Берні. Помер у 1937. 

## Родина
Був одружений двічі. Старший син — Борис Штейгер (1892 — 1937), співробітник Наркомосу і ОДПУ.Розстріляний. 
Середній син від першого шлюбу: Анатолій, поет першої хвилі еміграції. 
У другому шлюбі мав трьох дітей. Одна з доньок Алла (1909 — 1987) — поетеса і перша дружина художника Олександра Головіна (1904 — 1968). 